# Irisbus Urbanino
Irisbus Urbanino – niskopodłogowy autobus miejski produkowany przez koncern Irisbus oraz firmę Kapena.
Jest nieco dłuższy od Daily, jest następcą modelu Thesi City. Na zamówienie są wersje z drzwiami harmonijkowymi lub dwuskrzydłowymi.